# 豎刁
豎刁（じゅちょう）は、春秋時代の人。斉の桓公の家臣。自ら後宮の管理を願い出て去勢し、宦官となって桓公の信任を得たことで有名。このことから自宮宦官の祖と伝えられる。「管鮑の交わり」の故事で知られる名宰相の管仲や鮑叔と激しく対立していた。

## 生涯
豎刁は幼いころから宮中で斉の桓公に仕えていたが、思春期に達すると宮中を離れなければならなくなった。彼は引き続き宮中に留まるため、自ら去勢し、桓公への忠誠を示した。
桓公はかつて管仲に、「自分の身体すら大切にしない者は、君主を大切にするはずがない」と忠告されていた。その影響で桓公は豎刁を三年間宮中から追放したが、最終的には管仲の遺言を聞き入れず、易牙と豎刁を重用した。
桓公が病に倒れたとき、豎刁は反乱を起こし、宮門を封鎖して外部の人間を入れず、結果として桓公は飢え死にしてしまった。桓公の遺体は死後67日間放置され、寝室には蛆が湧き、悪臭が立ち込めていたが、ようやく葬られた。
桓公には六人の息子がおり、うち公子・姜無詭が即位し、公子昭は逃亡した。豎刁は兵を率いて正殿を守り、他の公子たちと対峙し、宮中は一触即発の戦場となった。
公子昭は宋国に逃れ、宋の襄公の支援を得た。無詭元年（紀元前642年）、宋軍が斉の都に迫ると、軍権を握っていた易牙が出兵して迎え撃ち、老臣の高虎らは城を守った。老臣の高虎は、易牙が兵を率いて城外に出た隙を突き、豎刁を宮中に招いて議事を持ちかけた。豎刁はこれを疑わず、宮中に入ったところを待ち伏せしていた武士に殺された。
その後、公子昭が迎えられて宮中に戻り、無詭は殺され、易牙は魯に逃亡した。